# The Ark (Band)
The Ark ist eine schwedische Glamrockband, die 1991 in Rottne in der Nähe von Växjö von Lars „Leari“ Ljungberg, Mikael Jepson, Martin Olsson und Ola Svensson gegründet wurde. Der Pfarrerssohn Ola (der 1996 seinen Familiennamen zu Salo änderte, was zusammen mit dem Vornamen ein Palindrom ergibt) wählte den Bandnamen. Das Thema, das ihn umtrieb, war der Niedergang der Menschheit und die seiner Meinung nach nahe Apokalypse. Im – wie er selbst gestand – Größenwahn schwebten ihm Taten biblischen Ausmaßes, wie möglichst viele Menschen zu retten, vor. Eine Arche schien ihm das passende Symbol dafür zu sein.

## Bandgeschichte
1991 gründeten Salo (Gesang), „Leari“ Ljungberg (Bass), Jepson (Gitarre) und Olsson (Schlagzeug) als 14-Jährige eine Schulband und spielten ab der zweiten Jahreshälfte vereinzelte Konzerte in Växjö. Die erste Aufnahme der Band stammt vom August/September 1991 mit dem Song The Lamb, der auf einer lokalen Kompilation erschien. Martin Olson begann nach der Schule Agrarwissenschaften zu studieren und konnte kaum noch an den Proben teilnehmen, außerdem entwickelte er eine nicht mehr zu seinen Bandkollegen passende Lebenseinstellung. Er verließ die Band im Herbst 1992. Für ihn holte Salo einen anderen Schulfreund in die Band: Martin Rosengardten. Der nächste größere Schritt war das Einspielen einer Demokassette namens Racing with the Rabbits mit drei Liedern 1994. Zwei Lieder davon wurden 1996 auf die gleichnamige Vinyl-EP gepresst, die insgesamt vier Stücke enthält. Sie wurde von Beat That!, einem Sublabel von Energy Rekords, veröffentlicht, stieß aber bei Kritikern und Konsumenten auf Ablehnung. Desillusioniert kamen Auflösungsgedanken auf.
Die Musiker bekamen jedoch 1997 wieder Hoffnung nach der Hinzunahme des zweiten Gitarristen Martin Axén sowie durch neue Kontakte und ein professionelleres Umfeld in Malmö, wohin man den Bandsitz verlegt hatte. Kurz darauf erhielt The Ark einen neuen Plattenvertrag bei Madhouse Förlag, verlor jedoch Martin Rosengardten als Mitglied. Er wurde durch Sylvester Schlegel ersetzt. „Leari“ Ljungberg nahm 1999 ein Engagement als Live-Bassist auf der Welttournee der Cardigans an. Währenddessen spielte Ola Salo (der zudem Musical-Erfahrung hat) an „Learis“ Stelle Bass im Seitenprojekt Stereo Explosion der Ark-Instrumentalisten.
Im Frühjahr 2000 wurde die Single Let Your Body Decide veröffentlicht. Der Durchbruch kam dann mit der nächsten Single It Takes a Fool to Remain Sane, die Platz 1 der schwedischen Airplay-Charts belegte. Das Album We Are The Ark, das im September nachgelegt wurde, verdrängte Madonna von Platz 1 der schwedischen Album-Charts. Nun stellte sich auch Erfolg in Italien und Deutschland ein. Im Jahr 2001 wurden sechs Städte im Rahmen des Vorprogramms für Reamonn bespielt. Aus dem Album In Lust We Trust vom September 2002 wurde der Song Father of a Son, eine Rechteeinforderung zur Kindesadoption von Homosexuellen, ausgekoppelt und daraufhin zum Hit. Am ersten Juni-Wochenende 2003 trat The Ark auf dem Festival Rock im Park auf. Das dritte Album State of The Ark erschien im Frühjahr 2005 in mehreren Ländern, so auch in den USA, wo die Band eine großangelegte Promotion-Tournee durchführte. Zu Rock am Ring wurde The Ark im Juni des Jahres eingeladen. 2002 hatte die Band dort bereits einen Auftritt auf der „Talent-Forum-Bühne“. Ende 2006 erhielt der langjährige Live-Keyboarder Jens Andersson offiziellen Mitgliedsstatus.
Am 10. März 2007 gewann The Ark mit dem Titel The Worrying Kind das Finale des Melodifestivalen und repräsentierte damit Schweden am 12. Mai 2007 beim Eurovision Song Contest in Helsinki, bei dem sie den 18. Platz belegte. Über den Misserfolg tröstete der Promotion-Effekt für das ab Anfang Juni 2007 im Handel erhältliche vierte Album Prayer for the Weekend hinweg. Das aufgrund der Vorbestellungen auf Nummer-eins eingetretene Album hielt sich dann noch über drei Monate in den schwedischen Charts und wurde platinveredelt. Wenige Wochen später spielte die Band vor ihrem bislang größten, aus 35.000 Besuchern bestehenden, Live-Publikum beim Malmöfestivalen. Das fünfte Album In Full Regalia kam 2010 über Universal Music in den Handel. Es gab aber auch die Möglichkeit, es in Skandinavien mitsamt einem Musikmagazin, dem das komplette Album beilag, zu erwerben.
Die Auflösung der Band wurde wenig später für das kommende Jahr angekündigt. Ihr letztes Konzert gab sie am 16. September 2011 im Stockholmer Vergnügungspark Gröna Lund.
Im Jahr 2020 gab die die Band ihre Wiedervereinigung bekannt.

## Stil

### Musik
Das diskografische Internet-Verzeichnis Discogs beschreibt The Ark als Glamrock-Band, die vom Psychedelic Rock der 1960er Jahre und vom Artrock der 1970er Jahre beeinflusst war. Die Musikzeitschrift Eclipsed ordnete die Band ebenfalls dem Glamrock zu. Dieser trage den Geist von Marc Bolan in sich, und decke eine Spannbreite „von Sweet bis Suede“ ab. Im Magazin Intro wurden die Musiker als „Glam-Popper“ bezeichnet. Eindeutig erkennbar seien Markenzeichen von Slade, von dem 1970er-Jahre David Bowie sowie von Abba, aber es gebe auch leichte Anzeichen der Beeinflussung durch Roxy Music, Toto und Hall & Oates. Im Berliner Tagesspiegel hieß es: „Musikalisch klaut die Band ungeniert in den Siebzigern: Von Queen bis Bowie über Bay City Rollers bis zu Led Zeppelin reichen die Einflüsse, die sie zu einem ohrwurmigen Bastard-Glamrock verarbeiten.“ Keiner der im Konzert dargebrachten Songs komme dabei ohne dramatische Steigerungen aus. Die Website popblerd.com umschrieb den Musikstil als zuckersüßen pompösen Power-Pop.
Zu We Are The Ark meinte Thorsten Pöttger im Eclipsed, es handele sich um „80er-Disco-Pop“ während In Lust We Trust mit seinen „radiotaugliche[n] Rocksongs“ „in Richtung Rocky Horror Picture Show“ ziele. Oliver Götz vom Musikexpress fand, dass sich bei In Lust We Trust die Instrumentierung „bis zur Kitschgrenze“ aufschwinge, aber vor Übertretung durch „Melodien von allergrößter Schönheit“ bewahrt werde. State of The Ark sei, schrieb Pöttger, immer noch poppiger Glamrock, jedoch „minimalistischer“. Martin Axén betätigte dies in Christian Patricks Bandbiografie No End, indem er angab, die Stücke auf dem Album seien „minimalistischer Disco-Riff-Boogie“. Laut.de-Rezensent Mathias Möller hielt den Eurovision-Song-Contest-Beitrag The Worrying Kind für einen „frohsinnig-grenzdebilen Stampfer“. Die auf dem zugehörigen Album "Prayer for the Weekend" befindliche Disco-Musik mit „Rock’n’Roll-Klavier und Falsettgesang“ könne sich „noch so sehr anstrengen, so richtig“ zünde sie nicht und verpuffe somit ohne bleibenden Eindruck und Wiedererkennungswert. The-Ark-Biograf Patrick titulierte Prayer for the Weekend als das poppigste Album der Band.

### Texte
Laut.de sieht als Hauptthema der Ark-Songs „kritische Fragen nach Normalität und Toleranz“. Drew von popblerd.com lobte die Texte. Sie seien erstaunlich scharfsinnig und gehaltvoll, ohne larmoyant-klebrig oder predigend oder gar wütend zu sein.

### Auftreten
Pöttger sah in den Musikern „[s]echs bunt gekleidete Paradiesvögel“, deren „komische Kostümierung und große Gesten“ ihren Freigeist illustrierten, während sie dennoch massenkompatible Radiolieder ablieferten. Seinen Eindruck von einer The-Ark-Show gab Jörg Wunder im Tagesspiegel wieder: „Optisch wirkt die Band wie eine parodistische Ansammlung bekannter Popstarmodelle: Gitarrist Jepsen [sic] sieht aus wie Björn von Abba, sein Kollege Martin Axén könnte bei Guns’n’Roses anheuern. Sänger Ola Salo wirbelt im scharfen Ledermini wie eine Kreuzung aus Liza Minnelli und dem jungen Lou Reed herum.“ Im queer.de-Interview erläuterte Salo die Anfertigung der „extrovertierten Outfits“: „Wir [machen die] selbst. Meistens fange ich an, ein Outfit zu entwerfen. Dann zeig ich’s den anderen Jungs von der Gruppe und die machen ihre persönliche Version davon. Dann gehen wir mit dieser Idee zu einem Designer, der die Idee umsetzt. Alle Klamotten basieren auf unseren Entwürfen.“

### Fazit
Angesprochen fühlen dürfe sich laut popblerd-Autor Drew die Hörerschaft von Mika, The Darkness und Scissor Sisters – oder wer Freddie Mercury oder David Bowie allzu sehr vermisse.

## Diskografie

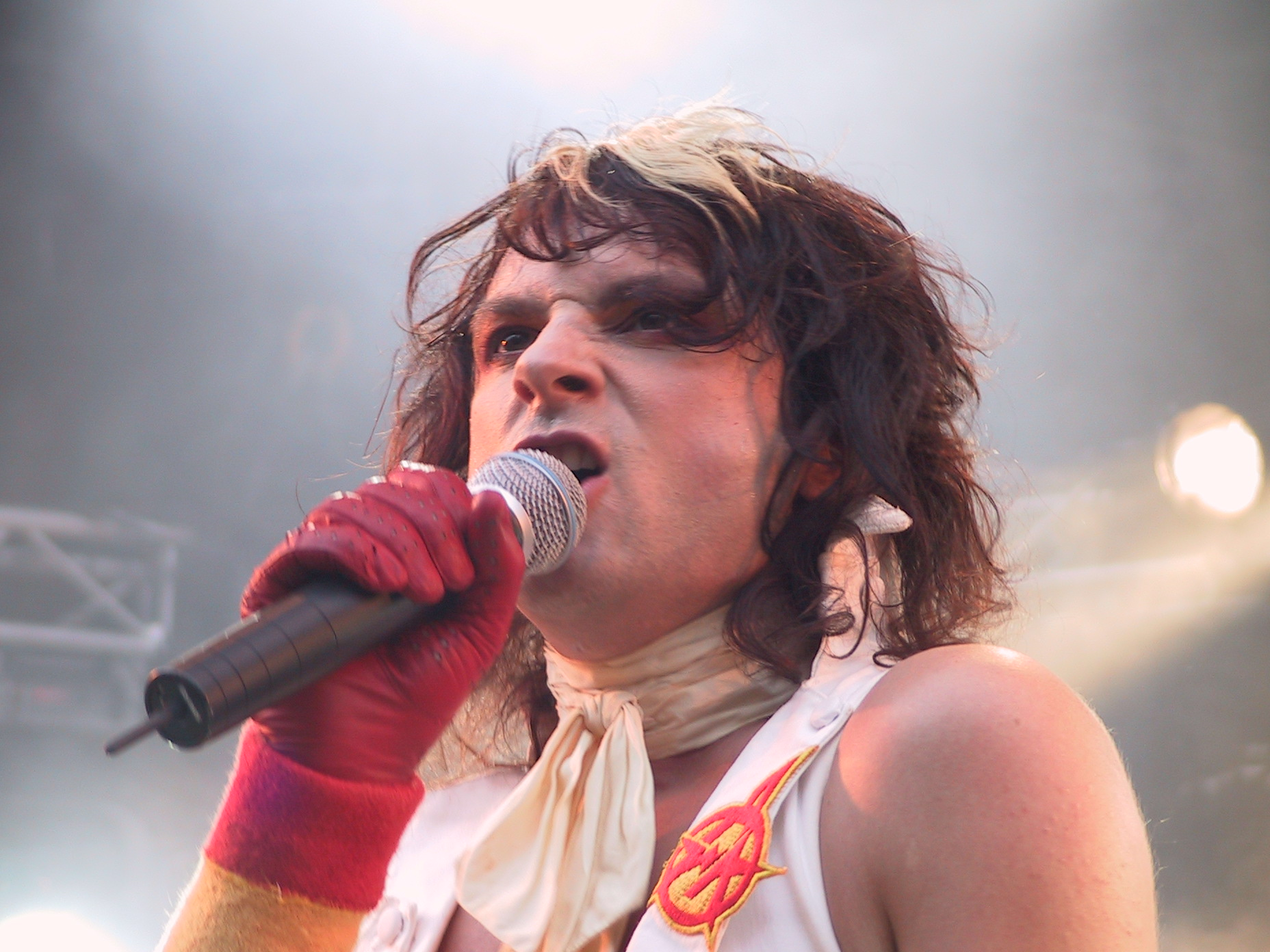
Leadsänger Ola Salo (2005)

### Alben
| Jahr | Titel Musiklabel                       | Höchstplatzierung, Gesamtwochen, AuszeichnungChartsChartplatzierungen (Jahr, Titel, Musiklabel, Platzierungen, Wochen, Auszeichnungen, Anmerkungen) | Anmerkungen                              |
| Jahr | Titel Musiklabel                       | SE | Anmerkungen                              |
| ---- | -------------------------------------- | --- | ---------------------------------------- |
| 2000 | We Are The Ark Virgin Records          | SE1 Platin · (46 Wo.)SE | Erstveröffentlichung: 25. September 2000 |
| 2002 | In Lust We Trust Virgin Records        | SE1 Gold · (21 Wo.)SE | Erstveröffentlichung: 11. November 2002  |
| 2004 | State Of The Ark Virgin Records        | SE1 Gold · (25 Wo.)SE | Erstveröffentlichung: 27. Dezember 2004  |
| 2007 | Prayer For The Weekend Roxy Recordings | SE1 Platin · (24 Wo.)SE | Erstveröffentlichung: 1. Juni 2007       |
| 2010 | In Full Regalia Universal Music        | SE2 (15 Wo.)SE | Erstveröffentlichung: 26. April 2010     |

### Kompilationen
| Jahr | Titel Musiklabel                                    | Höchstplatzierung, Gesamtwochen, AuszeichnungChartsChartplatzierungen (Jahr, Titel, Musiklabel, Platzierungen, Wochen, Auszeichnungen, Anmerkungen) | Anmerkungen                            |
| Jahr | Titel Musiklabel                                    | SE | Anmerkungen                            |
| ---- | --------------------------------------------------- | --- | -------------------------------------- |
| 2011 | Arkeology. The Complete Singles Collection EMI      | SE3 Gold · (34 Wo.)SE | Erstveröffentlichung: 25. Februar 2011 |
| 2019 | It Takes a Fool to Remain Sane. 2000–2011 Woah Dad! | SE51 (1 Wo.)SE |                                        |

### Singles und EPs
| Jahr | Titel Album                                   | Höchstplatzierung, Gesamtwochen, AuszeichnungChartplatzierungen (Jahr, Titel, Album, Platzierungen, Wochen, Auszeichnungen, Anmerkungen) | Höchstplatzierung, Gesamtwochen, AuszeichnungChartplatzierungen (Jahr, Titel, Album, Platzierungen, Wochen, Auszeichnungen, Anmerkungen) | Anmerkungen                             |
| Jahr | Titel Album                                   | DE | SE | Anmerkungen                             |
| ---- | --------------------------------------------- | --- | --- | --------------------------------------- |
| 2000 | Let Your Body Decide We Are The Ark           | — | SE59 (1 Wo.)SE |                                         |
| 2000 | Echo Chamber We Are The Ark                   | — | SE42 (13 Wo.)SE |                                         |
| 2000 | It Takes a Fool to Remain Sane We Are The Ark | — | SE7 Gold · (22 Wo.)SE |                                         |
| 2001 | Joy Surrender We Are The Ark                  | — | SE23 (6 Wo.)SE | Erstveröffentlichung: 2. April 2001     |
| 2002 | Calleth You, Cometh I In Lust We Trust        | — | SE2 Gold · (18 Wo.)SE | Erstveröffentlichung: 3. September 2002 |
| 2002 | Tell Me this Night Is Over In Lust We Trust   | — | SE28 (9 Wo.)SE | Erstveröffentlichung: 4. November 2002  |
| 2002 | Father of a Son In Lust We Trust              | — | SE5 (8 Wo.)SE |                                         |
| 2005 | Clamour for Glamour State Of The Ark          | — | SE10 (23 Wo.)SE | Erstveröffentlichung: 30. März 2005     |
| 2007 | Prayer for the Weekend                        | — | SE15 (9 Wo.)SE |                                         |
| 2007 | Absolutely No Decorum Prayer for the Weekend  | — | SE26 (7 Wo.)SE |                                         |
| 2007 | The Worrying Kind Prayer for the Weekend      | DE99 (1 Wo.)DE | SE1 Platin · (20 Wo.)SE | Erstveröffentlichung: 5. März 2007      |
| 2007 | Little Dysfunk You Prayer for the Weekend     | — | SE58 (1 Wo.)SE | Erstveröffentlichung: 7. November 2007  |
| 2010 | Superstar In Full Regalia                     | — | SE33 (1 Wo.)SE |                                         |

Weitere Singles
- 1994: Racing with the Rabbits (EP, Beat That!)
- 2001: Die Superstars aus Schweden (Promo-EP, Virgin Records)
- 2003: Disease (Virgin Records)
- 2005: Trust Is Shareware (als CD-Single und MP3-Download, Virgin Records)

### Soundtracks
- 2006: Shortbus (2 Titel)